# Tina Xeo
Tina Xeo, pseudonimo di Ernesta Cucchiarelli (Massa Lubrense, 3 agosto 1902 – Roma, 12 luglio 1992), è stata un'attrice italiana.

## Biografia
Tina Xeo nacque da una famiglia borghese della provincia salernitana. Giovanissima, esordì nel cinema muto a soli 14 anni con il film L'aquila, dove fu subito apprezzata per le non comuni capacità recitative e per la solare bellezza. Recitò in numerosi altri film di discreto successo, tra cui Cavalleria rusticana  e Un giorno a Madera.

## Vita privata
Si sposò nel 1921 con uno dei maggiori registi e produttori cinematografici dell'epoca, Mario Gargiulo, proprietario della casa di produzione Flegrea Film, con il quale ebbe tre figli: Amalia, detta Daisy (che poi sposerà lo scrittore Luigi Silori), Luciana e Claudio. La famiglia e i desideri del marito la indussero a ritirarsi dalle scene nel 1930, dopo aver recitato, anche da protagonista, in una trentina di film. Dopo la morte del primo marito si risposò nel 1934 con l'attore Guido Celano, e con lui ebbe altri due figli: Virginia e Ruggero, che nel 1976 morì trentenne nel disastro aereo di Antalya. Tina Xeo morì a Roma nel 1992.

## Filmografia
- L'aquila (1916)
- Giovanni Episcopo (1916)
- Zingari (1916)
- Forse che sì forse che no (1916)
- Graziella (1917)
- Una donna (1917)
- Un cuore (1917)
- Il voto (1918)
- Manon Lescaut (1918)
- È passata una nuvola (1918)
- Mignon (1919)
- Sua figlia! (film 1919) (1919)
- L'ultima avventura (1920)
- L'officina del Grigione (1920)
- Brividi (1920)
- Il crollo (1920)
- Luci rosse (1920)
- Il processo Montegu (1921)
- L'incomprensibile (1923)
- Cavalleria rusticana (1924)
- Un giorno a Madera (1924)
- Fra Diavolo (1925)
- Valle Santa (1928)